# Sophie Elkan
Pour les articles homonymes, voir Elkan.
Sophie Elkan née Salomon le 3 janvier 1853 à Göteborg et morte le 5 avril 1921 dans la même ville est une écrivaine et traductrice suédoise.

## Biographie
Sophie Salomon naît à Göteborg en 1853. Elle est la deuxième enfant du négociant Alexander Salomon et de son épouse Henriette Abrahamson. Son frère aîné, Otto Salomon est un pédagogue, elle a également une sœur cadette. Ses parents, d'origine allemande, avaient émigré en Suède et la famille vit à Göteborg. Elle épouse en 1872 son cousin, le libraire Nathan Elkan (1834-1879), avec qui elle a une fille, Kerstin (1877-1879). Le couple vit à Stockholm. Son mari et leur fille meurent tous deux de la tuberculose en décembre 1879 et durant le reste de sa vie, Sophie Elkan s'est habillée en noir.
Lorsqu'elle reste veuve, elle commence à faire des traductions pour aider son frère Otto, à publier des feuilletons et des articles dans deux magazines suédois, le Göteborgs Handels- och Sjöfarts-Tidning et le Göteborgs Nyheter. Elle fait ses débuts en tant qu'écrivaine en publiant un recueil de nouvelles, Dur och moll. Skizzer och berättelser af Rust Roest, en 1889. Son premier roman, John Hall – en historia från det gamla Göteborg, connaît un succès immédiat. En tant qu'écrivaine, elle utilise souvent sa propre vie et ses expériences dans ses romans.

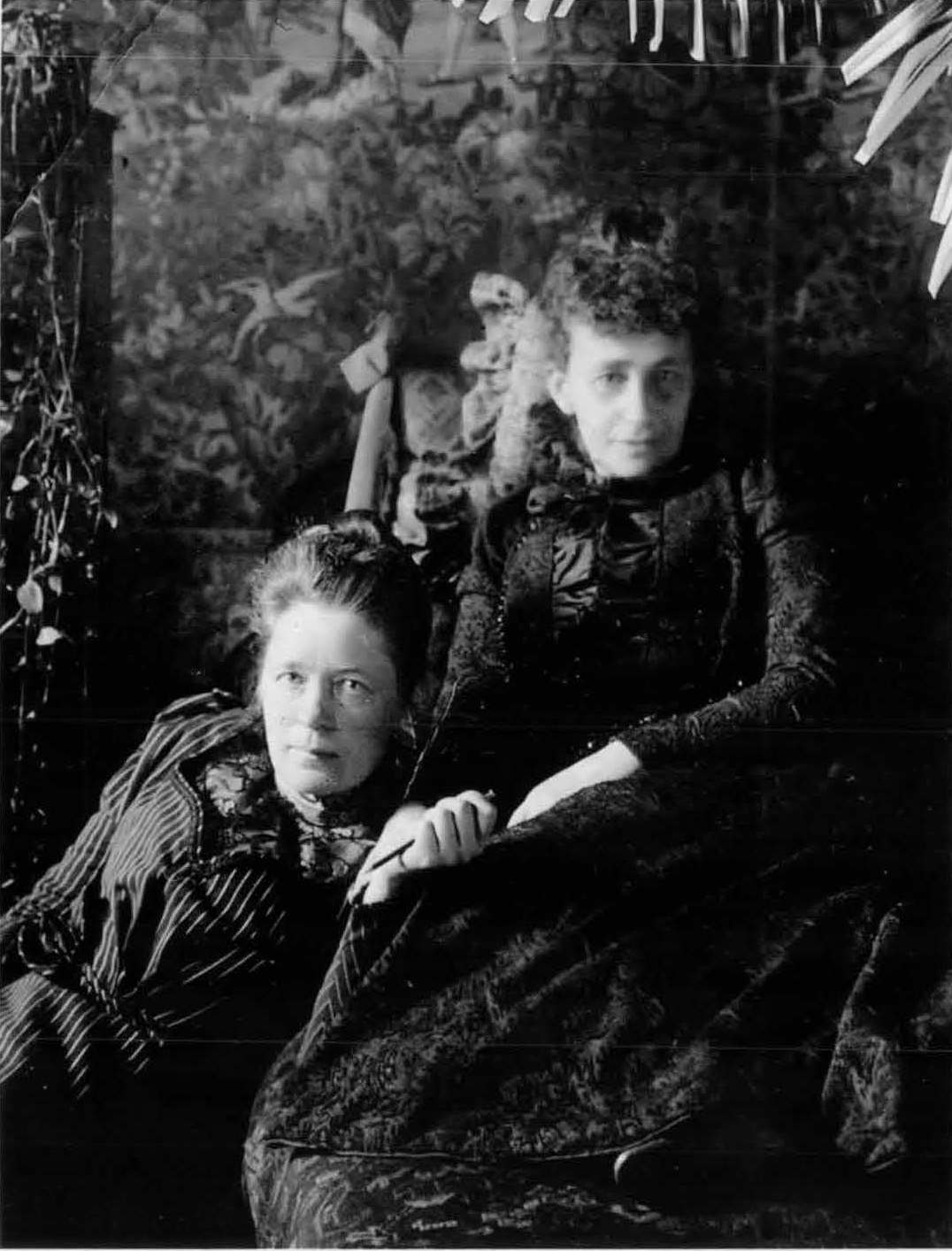
Sophie Elkan & Selma Lagerlöf

Elle fait la connaissance en 1894 de l'écrivaine, future prix Nobel de littérature Selma Lagerlöf. Elles visitent ensemble l'Italie en 1895, puis l'Égypte, la Palestine, l'Italie, la France, la Belgique et les Pays-Bas en 1899. Sophie Elkan lègue ses biens à Selma Lagerlöf, que celle-ci utilise pour créer un musée, connu sous le nom d'Elkanrummet (salle Elkan).
Sophie Elkan est une ardente pacifiste, membre du Sveriges Kvinnliga Fredsförening (sv) (l'association suédoise en faveur de la paix). Elle s'engage également en faveur du droit de vote des femmes. Sophie Elkan meurt le 5 avril 1921 à Göteborg et elle est inhumée dans le cimetière juif de la ville.

## Postérité
La relation entre Selma Lagerlöf, Valborg Olander et Sophie Elkan a été décrite dans Selma, une série télévisée écrite par Åsa Lantz en 2008, avec Helena Bergström dans le rôle de Selma Lagerlöf, Ingela Olsson dans celui de Valborg Olander et Alexandra Rapaport joue le rôle de Sophie Elkan.
Une rue de Hisingen, Sophie Elkans gata, porte son nom.

## Publications
- Dur och moll : skizzer och berättelser. Visby : Gotlands Allehandas tr. 1889.
- Méd sordin : Skisser och romancier. Visby. 1891.
- Rika flickor : berättelse. Stockholm : P. Skoglund i distr. 1893.
- Säfve, Kurt & C:o : nutidsberättelse. Stockholm : Skoglund (distr.). 1894.
- Skiftande stämningar : ett novellhäfte. Visby. 1896.
- John Hall: en historia från det gamla Göteborg. Stockholm : Bonnier. 1899.
- Drömmen om österlandet. Nordiskt familjebibliotek, 99-3140236-9 ; dix. Stockholm : Bonnier. 1901.
- Konungen : en sannsaga. Stockholm : Bonnier. 1904.
- Konungen i landsflykt : en sannsaga. Stockholm : Bonnier. 1906.
- Från östan och västan : en roman. Stockholm : Bonnier. 1908.
- Anckarström : en historia från idyllens och revolutionernas tidehvarf. . Stockholm : Bonnier. 1910